# Corealithus nigerus
Espèce
Synonymes
- Phrurolithus nigerus Yin, 2012
- Phrurolithus subnigerus Fu, Chen & Zhang, 2016

Corealithus nigerus est une espèce d'araignées aranéomorphes de la famille des Phrurolithidae.

## Distribution
Cette espèce est endémique de Chine. Elle se rencontre au Hunan, au Zhejiang et au Anhui,.

## Description
La femelle holotype mesure 2,65 mm.

## Systématique et taxinomie
Cette espèce a été décrite sous le protonyme Phrurolithus nigerus par Yin en 2012. Elle est placée dans le genre Otacilia par Zamani et Marusik en 2020 puis dans le genre Corealithus par Mu et Zhang en 2023.
Phrurolithus subnigerus a été placée en synonymie par Mu et Zhang en 2023.

## Publication originale
- Yin, Peng, Yan, Bao, Xu, Tang, Zhou & Liu, 2012 : Fauna Hunan: Araneae in Hunan, China. Hunan Science and Technology Press, Changsha, p. 1-1590.